# Conception et fabrication assistées par ordinateur
Pour les articles homonymes, voir CFAO.

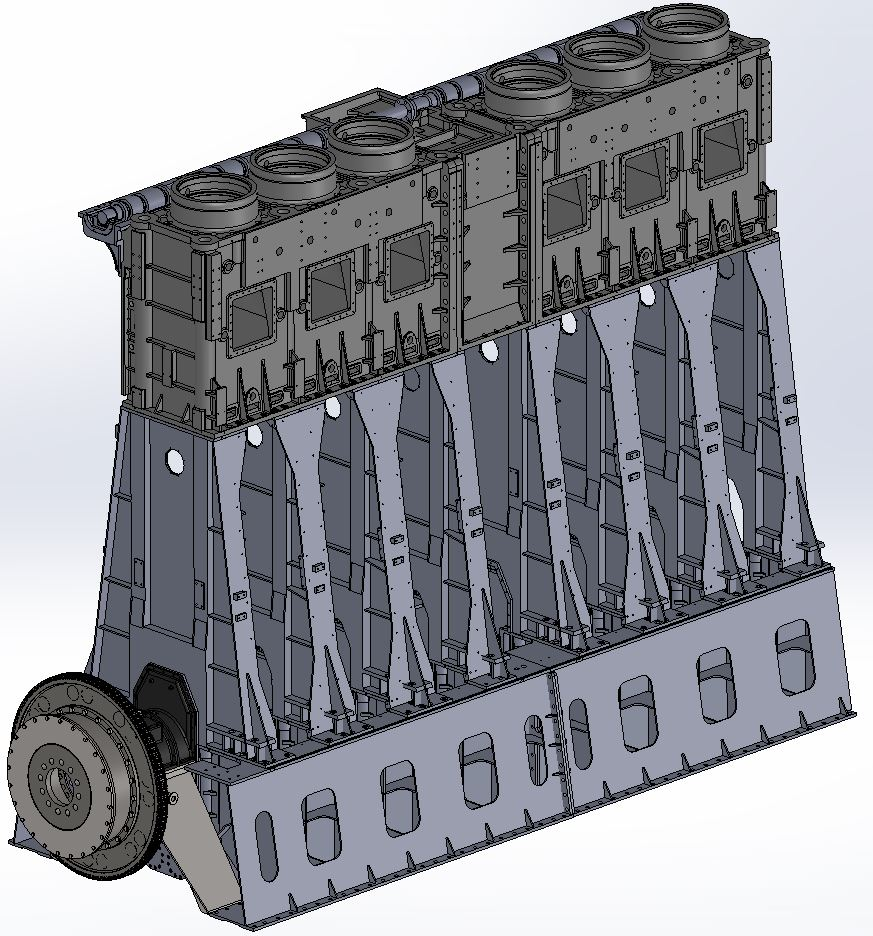
Exemple de modélisation en trois dimensions de pièces avant leur assemblage.

La conception et fabrication assistées par ordinateur (CFAO) est la synthèse de la conception assistée par ordinateur (CAO) et de la fabrication assistée par ordinateur (FAO), apparue dans les années 1970 parallèlement à l'introduction des machines-outils à commande numérique.
Un système de CAO dispose précisément de toutes les informations nécessaires pour créer le programme d'une machine-outil à commande numérique et, dans ces conditions, traiter les aspects de conception et de fabrication séparément représenterait une perte de temps et d'argent, sans compter les risques d'erreur de transcription.
Au départ, la CFAO visait surtout à commander aux machines-outils pour la réalisation des maquettes et prototypes, mais la fiabilité du procédé fait aujourd'hui intervenir l'ordinateur sur tout le cycle de production. Les maquettes sont au passage devenues virtuelles également. Des interfaces d'exportation comme IGES, VDA, SET, STEP permettent également l'importation des schémas, des plans, des solides dans la documentation technique des objets fabriqués.